# 恢河
恢河发源于山西省忻州市宁武县余庄乡管涔山东麓分水岭村，与元子河在朔州市朔城区马邑村相汇后称桑干河，是海河流域七大水系之一永定河的上游支流。恢河在朔州市梵王寺乡沙河村北钻入地下形成潜流，伏流七八公里，到窑子头乡丰预村钻出地面而恢复原流，因而得名恢河。“恢河伏流”亦为朔县八景之一。